# Italo Reno
Italo Reno (bürgerlich Enrico DiVentura) ist ein deutscher Rapper aus Minden.

## Biografie
Reno wuchs zusammen mit seinem späteren Rappartner Germany in Minden auf. 1996 trafen sie bei einem HipHop-Jam den DJ und Produzenten Lord Scan. Die drei gründeten die Formation Der Klan. 1999 brachte die Formation das Album Flash Punks über das Label Put Da Needle To Da Records auf den Markt. Nachdem sich der Klan aufgelöst hatte, hatte er einige Veröffentlichungen mit Germany als Italo Reno & Germany. Im Jahr 2007 veröffentlichte er sein Soloalbum Zu schön um wahr zu sein über das Mindener Label Alles Real Records von Curse auf den Markt. Mittlerweile tritt er nur noch unter dem Namen Reno auf.

## Diskografie
- 2007: Zu schön um wahr zu sein